# Melalgus feanus
Melalgus feanus är en skalbaggsart som först beskrevs av Pierre Lesne 1899.  Melalgus feanus ingår i släktet Melalgus och familjen kapuschongbaggar. Inga underarter finns listade i Catalogue of Life.